# 서초방배배수지체육공원
서초방배배수지체육공원(瑞草方背配水池體育公園, Seocho Bangbae Reservoir Sports Park)은 대한민국 서울특별시에 있는 스포츠 시설이다. 인조잔디 필드가 갖춰진 경기장이며, 2007년에 준공되었다. 2020년 7월에 73×45m였던 기존 필드 규모를 90×49m로 확장했다.

## 참고 문헌
- “서초방배배수지체육공원”. 서초구청.
- “서초방배배수지체육공원”. 《서초구 공공체육시설 통합예약》. 서초구청.
- 〈서초방배배수지체육공원〉. 《대한민국 구석구석》. 한국관광공사.
- 《2023 전국 공공체육시설 현황 (2022년 12월말 기준)》. 대한민국 문화체육관광부. 2024.